# Iglesia de Santa Teresa dei Maschi
La iglesia de Santa Teresa dei Maschi es una iglesia barroca en el casco antiguo de Bari, sede de la Bienal Internacional de Arte Contemporáneo Bibart y del Museo de los pigmentos coloreados naturales.

## Historia
Las Carmelitas Descalzas iniciaron la construcción del monasterio en 1671, la iglesia fue construida entre 1690 y 1696, según consta en el luneto del tímpano de la fachada. El nombre es de origen popular, y se utilizó para evitar confusiones con la otra iglesia de Santa Teresa, donde vivían las carmelitas y por ello llamada "de las Mujeres", esta última ya no existe.
El interior de la Iglesia hoy es un centro de arte, sede de la Bienal Internacional de Arte Contemporáneo Bibart y un museo de pigmentos de colores naturales, que alberga numerosas exposiciones de arte nacionales e internacionales en las que el arte contemporáneo y la pintura del siglo XVII encuentran equilibrio. En el interior se conservan pigmentos de colores raros como el amarillo oropimente, el azul ultramar obtenido del lapislázuli, el azul de Prusia, también hay una colección de resinas naturales como la resina de Dammar, la goma tragacanto y la masilla de Quíos. Actualmente el responsable del Museo y del centro de arte es el Maestro Miguel Gómez, artista consagrado y estudioso del color.

## Descripción
Situado en el corazón del antiguo pueblo de Bari, su cúpula es visible en el horizonte de la ciudad.
El interior tiene planta de cruz griega, con brazos cubiertos por bóvedas de cañón y plaza central cubierta por cúpula apuntada. El ábside es rectangular.
En el interior, el mobiliario sacro está formado por una serie de lienzos de Andrea Miglionico ( 1663-1718), alumno de Luca Giordano, y de Nicola Gliri, y tres frontales de altar de madera de 1718 con incrustaciones.
El claustro del monasterio se conserva íntegramente.